# パンダユナイテッド
パンダユナイテッドは、ワタナベエンターテインメントに所属していた日本のお笑いコンビ。

## メンバー
- 石井 勇気（いしい ゆうき、1985年7月1日（39歳）- ）ツッコミ担当、立ち位置は向かって左。
  - 山形県生まれ、横浜市育ち。
  - 血液型A型。身長157cm、体重75kg。足のサイズ26.5cm。
  - 主な衣装に、パンダがプリントされた黄色のシャツに蝶ネクタイというものがある。
  - 神奈川県立氷取沢高等学校、東京工芸大学卒業。
  - 小学五年生の時に「漫才係」というものを作り、当時から人を笑わせることをしていたという[1]。

- 菊地 英之（きくち ひでゆき、1981年10月22日（43歳）- ）ボケ担当、立ち位置は向かって右。
  - 北海道小樽市出身。
  - 血液型O型。身長156cm、体重55kg。
  - 北海道小樽工業高等学校、札幌学院大学卒業。
  - 趣味はサッカー、散歩。
  - 最初はラジオパーソナリティになりたくて上京したが、あるオーディションで「顔がアレだし、お笑いはどうかな」という勧めを受けたという[1]。

## 略歴
2008年10月、ワタナベコメディスクールに9期生として入学、ここに在学中の2008年12月に結成。在学中から『ピラミッダー』（Studio twl）などのライブに出演。
2009年9月のワタナベコメディスクール卒業後、ワタナベエンターテインメント所属が決まる。
2010年4月14日の『爆笑レッドシアター』の『ホワイトシアター』にて、パンダユナイテッドとしてテレビ初出演。ライブでは事務所ライブ『WEL』出演の他、『九十九里浜ライブ』では企画・MCも務める。
2021年9月30日をもって解散。菊地は引退、石井は芸人を続け、ナオ・デストラーデ（元湘南デストラーデ）、後藤亮介（元ホタテーズ）とのトリオ「マイアミバスケットボールクラブ」を結成。同年9月に浅井企画所属。2024年3月12日にマイアミバスケットボールクラブは解散を発表、石井はピン芸人として活動を続行。

## 芸風
主に漫才。石井が高めの声でツッコむことが特徴で、「受話器パンチ」などツッコミのパターンがいくつかある（その時のネタのテーマに沿ったもの、菊地のボケに合わせてのノリツッコミ、など）。

## 出演

### テレビ
- 爆笑レッドシアター（フジテレビ）2010年4月14日『ホワイトシアター』
- オンバト+（NHK総合）戦績0勝2敗 最高385KB
- PON!（日本テレビ）
  - 2010年4月29日は「お手を拝借! 手相でスッPON!」に、広海・深海と一緒に出演。
  - 2011年3月30日から9月28日まで、毎週水曜日「PONPON!ランキング」にレギュラー出演。
- 新世紀ネタキング決定戦（TOKYO MX）2010年10月14日
- JAPANロッケフェスティバル（フジテレビ）
- オサレもん（フジテレビ）
- 空想大河ドラマ 小田信夫（NHK総合） - 林乱丸 役 ※石井

### 映画
- TOKYO TRIBE（2014年8月30日公開） - ハシーム 役 ※石井
- 地獄でなぜ悪い（2013年8月29日公開） - カメラマン御木 役 ※石井

### 配信ドラマ
- Naokiman HORROR SHOW「チルドレン」（2023年8月19日配信予定、DMM TV）※石井[7]